# Kornél Kulcsár
Kornél Kulcsár (Nagyatád, 11 novembre 1991) è un calciatore ungherese, centrocampista del Draßmarkt.